# Чуварлей-Майдан
Чуварле́й-Майда́н  (встречается также написание Чуварле́йский Майдан и Чув-Майдан)— село в Ардатовском районе Нижегородской области Россия. Административный центр упраздненного Чуварлей-Майданского сельсовета. В данный момент входит в состав городского поселения рабочего поселка Ардатов.

## Этимология
Название села состоит из двух компонентов. Первый происходит от речки Чуварлейки, название которой в свою очередь происходит от эрзянских слов шувар/чувар — «песок» и лей — «речка», «овраг». Второй компонент происходит от омонимичного арабского слова, означающего «место», «площадь»; слово майдан также использовалось для обозначения выжженного для производства поташа участка леса.

## История
Старожилы села Федор Яковлевич Клюев и Федор Иванович Жуков сообщают, что до Октябрьской революции Чуварлей-Майдан представлял собой захолустное село. Постройки были ветхие. По записям священника, в 1851 г. в Чуварлей-Майдане насчитывалось 110 домов с числом жителей 752 человека.
По статистическим данным 185 9 г. , с. Чуварлейский Майдан находилось в относительной близости от торгового тракта Ардатов —Темников. В конце 50-х гг. Х1 X в. село относилось к первому стану Ардатовского уезда. В селе было два православных храма. В 1859 г. в нем насчитывалось 150 дворов и 758 жителей: 373 мужского пола и 385 женского пола. Жители Чуварлейского Майдана накануне крестьянских реформ были государственными крестьянами.
Население села специализировалось на перевозках растительного масла. Постепенно росло население и увеличивалось число дворов.
В 1880 г. в Чуварлей-Майдане насчитывался 171 двор.
Согласно Всероссийской переписи 1897 г., в с. Чуварлейский Майдан проживало 1247 человек.
По данным Нижегородского губернского гидрографического бюро, в 1912 г. здесь числилось 310 дворов и 1695 жителей, державших 2100 голов крупного и мелкого скота.
В 1905 г. в селе работали заведения бакалейно-галантерейной торговли К.М. Гусева и С. Г.Хазова и бакалейно-гастрономической А.Д.Мaлышкиной. Село в те годы относилось к Гарской волости.
В 1910. г. в Чуварлейском Майдане было 322 двора, объединенных в одно общество.
По данным Ф.Я. Клюева и Ф.И. Жукова, накануне первой мировой войны в 1914 г. в селе числилось 350 дворов.
До революции жизнь крестьян была тяжелой, а труд изнурительным. Пахали крестьяне на деревянных сохах, и только в 1912 г. у некоторых из них появились деревянные плуги. Уборку урожая производили вручную, жали серпом, молотили цепами. В период империалистической войны появились конные молотилки. Одна из них была у Ефима Трофимовича Жукова. Земля среди крестьян распределялась по душам, землю давали только на мужское население.
В октябре 1917 г. произошла революция. В январе 1918 г. в Ардатовском уезде власть перешла в руки Советов. В окрестных селах происходили волнения среди крестьян.
В Чуварлей-Майдане советская власть была установлена 24 января 1918 г. Было созвано общее собрание граждан, на котором открытым голосованием избрали первого председателя сельсовета Степана Петровича Мочалова.
Председателем Гарской волости был избран Чирков.
Однако новая власть установилась непросто. Было выступление крестьян в окрестных селах и в Чуварлей-Майдане. В начале октября 1918 г. они организовали в с. Дубовка мятеж против советской власти. Этот мятеж известен как Дубовское восстание.
Осенью 1918 г. началась Гражданская война. На защиту молодой Советской Республики из села Чуварлей-Майдан было мобилизовано 570 человек. 188 из них погибли.
В   сентябре 1929 г. образовался чyварлей-майданский колхоз. Сначала в него вошло 17 хозяйств. Первым председателем колхоза был избран Егор Иванович Панов. Коллективизация продолжалась до 1933 г. Среди крестьян было много волнений. Они то вступали в колхоз, то выходили из него.
В   Чуварлей-Майдане насчитывалось 30 хозяйств зажиточных крестьян, некоторые из них имели большие хозяйства и держали наемную силу. Братья Максимовы - Илларион, Василий и Иван - имели просорушку, шерстобойку и топталку для сукна. Яков Васильевич Исаев и Егор Николаевич Исаев имели свои мельницы.
Как вспоминают старожилы, кулаки вредили колхозу, были случаи, когда они нападали на членов правления колхоза.
Колхоз рос, появилась техника, жатки, косилки, а в 1935 г. появились трактор, комбайн и автомашина.
В 1941 г. началась Великая Отечественная война. Из с. Чуварлей-Майдан было мобилизовано на войну 200 человек. 120 из них не вернулись в родное село.
В   послевоенные годы людям жилось трудно, но они общими усилиями преодолевали эти трудности.
По данным обследования 1978 г., в с. Чуварлей-Майдан было 196 хозяйств и 535 жителей. Село являлось центром сельсовета и центральной усадьбой производственного назначения совхоза «Чуварлей-Майданский». Жилой фонд состоял из 196 домов. Жители брали воду из колодцев, дома отапливали печами, пользовались баллонным газом. В селе работали фельдшерскоакушерский пункт, средняя школа, Дом культуры, библиотека, сельмаг; магазин хозтоваров, хлебопекарня, столовая, почтовая_ контора; другие учреждения соцкультбыта находились в р. п. Ардатове. Населенный пункт классифицировался как перспективный.
Согласно обследованию 1992 г., в селе насчитывалось 194 хозяйства и 369 жителей, из которых 193 трудоспособных. Село сохранило свой административный и производственный статус; специализировалось в мясо-молочном животноводстве и производстве зерна. Жилой фонд составляли 187 домов, в том числе пять многоквартирных; 94 дома были построены в 1977- 1990 гг.
В период с 1978 г. в селе открыли детский сад, закрыли хлебопекарню; работали также фельдшерско-акушерский пункт, средняя школа, Дом культуры, библиотека, сельмаг; магазин хозтоваров, почтовая контора; остальные учреждения соцкультбыта находились в р. п. Ардатове.
Сообщение с областным и районным центрами, со станцией железной дороги (Мухтолово) осуществлялось автобусами и на попутных машинах. Подъезд к селу по асфальтированному шоссе.
В селе установлен памятник воинам, погибшим в Великой Отечественной войне.
Стоит заброшенная церковь.

## Географическое положение
Село Чуварлей-Майдан находится на юго-западе Нижегородской области России, непосредственно к югу от автомобильной дороги Ардатов — Выкса, на правом берегу реки Сармы. Административный центр муниципального округа Ардатов находится в 15 км к северо-востоку от Чуварлей-Майдана. Село соединено шоссейными дорогами на северо-востоке с селом Журелейкой (расстояние 11 км) и на западе с деревней Каркалей (8 км), а также просёлочными дорогами на северо-западе с бывшим посёлком Блюдо (4 км), на северо-востоке — с селом Берёзовкой (5 км), на юго-востоке — с селом Гари (5 км), на юге — с деревней Кавлей (5 км). Село окружено лиственными лесами. Высота над уровнем моря около 159 метров.
Село Чуварлей-Майдан, как и вся Нижегородская область, находится в часовой зоне МСК (московское время). Смещение применяемого времени относительно UTC составляет +3:00.

## Административная принадлежность
Село Чуварлей-Майдан входит в состав административно-территориального образования Рабочий посёлок Ардатов Ардатовского муниципального округа Нижегородской области Российской Федерации.

## Климат
Село находится в зоне умеренно-континентального климата, который характеризуется холодной продолжительной зимой и тёплым, но достаточно коротким летом. За год выпадает в среднем 450—550 мм осадков, из них 68 % — в виде дождя и 32 % — в виде снега. Среднегодовая относительная влажность воздуха — 76 %. Снежный покров достигает 50 см, а в особо снежные зимы может достигать одного метра и более.
Весна приходит резко, обычно к середине апреля, при этом вплоть до середины мая нередки заморозки. Лето сравнительно короткое и достаточно жаркое — в отдельные годы температура может достигать 36 °C. Шапка лета приходится на июль. В конце весны и лета нередки грозы — их может случаться до 20 за год, почти каждый год выпадает град. Осень приходит в сентябре и стоит до начала ноября, но уже в сентябре нередки заморозки. Зима наступает в начале ноября и продолжается до середины марта. Обычно первый снег выпадает в октябре и держится в течение пяти месяцев, сходит к 10—15 апреля. Почва промерзает на глубину 70—90 см.
Вегетационный период составляет 189 дней, продолжительность безморозного периода — 137 дней.

## Население
| Численность населения | Численность населения | Численность населения | Численность населения | Численность населения | Численность населения | Численность населения | Численность населения | Численность населения | Численность населения | Численность населения | Численность населения |
| 1719                  | 1781                  | 1859                  | 1897                  | 1912                  | 1916                  | 1978                  | 1992                  | 1999                  | 2002                  | 2010                  | 2021                  |
| --------------------- | --------------------- | --------------------- | --------------------- | --------------------- | --------------------- | --------------------- | --------------------- | --------------------- | --------------------- | --------------------- | --------------------- |
| 42                    | ↗289                  | ↗758                  | ↗1247                 | ↗1695                 | ↗1762                 | ↘535                  | ↘369                  | ↗446                  | ↘366                  | ↘222                  | ↘168                  |

## Инфраструктура
В селе три улицы: Заречная, Новая и Советская.